# Un uomo senza scampo
Un uomo senza scampo (I Walk the Line) è un film del 1970 diretto da John Frankenheimer.
Scritto da Alvin Sargent, che ha adattato il romanzo An Exile di Madison Jones.

## Trama
Un maturo sceriffo del Tennessee, oramai giunto alle soglie della maturità, stanco e deluso da una vita opaca e senza più prospettive, s'innamora della bella figlia di un contrabbandiere, la quale lo usa, fingendo di assecondarne il sentimento. Quando lo sceriffo, che nel frattempo è arrivato persino a farsene complice, aprirà gli occhi, sarà troppo tardi: si troverà abbandonato da tutti.